# Yacine Hamza
Pour les articles homonymes, voir Hamza.
Yacine Hamza, né le 18 avril 1997, est un coureur cycliste algérien.

## Palmarès sur route

### Par années
- 2015
  -  Champion arabe sur route juniors
- 2016
  - Challenge Spécial Ramadan :
    - Classement général
    - 1re et 3e épreuves
- 2017
  -  Champion d'Algérie sur route espoirs
  -  Médaillé d'or du contre-la-montre par équipes aux championnats arabes des clubs[n 2],[1]
  - 2e et 4e étapes du Tour d'Algérie
  - 4e étape du Grand Prix international de la ville d'Alger
  - 2e du Grand Prix international de la ville d'Alger
- 2018
  -  Champion d'Algérie sur route espoirs
  - Grand Prix du Chahid Didouche Mourad  :
    - Classement général
    - 1re et 3e étapes

  - 3e étape du Grand Prix international de la ville d'Alger
  - 4e étape du Tour International de la Wilaya d'Oran
  - 3e épreuve du Challenge Spécial Ramadan
  - 2e du championnat d'Algérie sur route
  -  Médaillé d'argent du championnat arabe sur route
- 2019
  - 4e étape du Grand Prix Chantal Biya
  - Tour des Aéroports :
    - Classement général
    - 1re et 2e étapes

  -  Médaillé d'argent du championnat d'Afrique sur route espoirs
  - 2e du championnat d'Algérie sur route espoirs
  -  Médaillé de bronze du championnat arabe sur route
- 2020
  - 3e du Grand Prix Manavgat-Side
- 2021
  -  Champion arabe sur route
  - 4e étape du Tour de Mevlana
  - Circuito Aiala
  - 6e étape du Tour du Faso
  - 3e du championnat d'Algérie du contre-la-montre
- 2022
  - Tour des Zibans :
    - Classement général
    - 1re (contre-la-montre), 3e et 4e étapes

  - 3e étape du Grand Prix de l'Écho d'Oran
  - 2e et 5e étapes du Tour d'Algérie
  - Grand Prix Tomarza
  - 3e du Tour d'Algérie
  - 3e du Grand Prix Develi
- 2023
  -  Médaillé d'or de la course en ligne des Jeux panarabes
  -  Champion arabe sur route
  - 2e étape du Sharjah Tour
  - 1re, 3e, 6e et 7e étapes du Tour d'Algérie
  - 2e, 3e et 5e étapes du Tour du Bénin
  - 1re, 2e et 7e étapes du Tour du Cameroun
  - 1re et 4e étapes du Tour de Salalah
  - Grand Prix Chantal Biya : 
    - Classement général
    - 2e et 4e étapes

  - Bike Abu Dhabi Gran Fondo
  - Tour de Ghardaïa :
    - Classement général
    - 4e étape (contre-la-montre)

  -  Médaillé d'argent du championnat d'Afrique sur route
  - 2e du Tour du Bénin
  -  Médaillé de bronze au championnat arabe du contre-la-montre par équipes
- 2024
  - 3e étape du Tour de Sidi Bel Abbès
  - 4e étape du Tour du Bénin
  - 1re, 6e, 8e et 9e étapes du Tour d'Algérie
  - 1re et 4e étapes du Tour de Salalah
  - 1re étape du Grand Prix Chantal Biya
  - Tour de Tlemcen :
    - Classement général
    - 1re étape (contre-la-montre)

  - 2e du Grand Prix de Nogent-sur-Oise
  - 2e du Grand Prix Chantal Biya
  - 2e du Grand Prix d'Ongola
- 2025
  -  Champion d'Algérie sur route
  - 1re, 2e, 3e, 4e, 5e, 7e et 10e étapes du Tour d'Algérie
  - Grand Prix international de la ville d'Alger
  - Daman Ramadan Night Race
  - Nad Al Sheba Sports Tournament
  - 2e étape du Tour d'Aïn Defla
  - 2e du Tour de Ghardaïa
  - 2e du Grand Prix Sakiat Sidi Youcef
  - 2e du Grand Prix Sonatrach
  - 3e du Tour d'Aïn Defla

### Classements mondiaux
| Année                                 | 2016  | 2017  | 2018 | 2019 | 2020 | 2021  | 2022 | 2023 | 2024 |
| ------------------------------------- | ----- | ----- | ---- | ---- | ---- | ----- | ---- | ---- | ---- |
| Classement mondial                    | 1550e | 2904e | 653e | 367e | 810e | 1576e | 649e | 223e | 447e |
| UCI Africa Tour                       | 115e  | 258e  | 15e  | 12e  | 28e  | 72e   | 24e  | 4e   | 16e  |
|                                       |       |       |      |      |      |       |      |      |      |
| Légende : nc = non classéSource : UCI |       |       |      |      |      |       |      |      |      |

## Palmarès sur piste

### Championnats d'Afrique
- Casablanca 2016
  -  Médaillé d'argent de la vitesse par équipes
- Le Caire 2021
  -  Médaillé d'argent de la poursuite par équipes (avec Youcef Reguigui, Lotfi Tchambaz et Yacine Chalel)
  -  Médaillé de bronze du kilomètre
  -  Médaillé de bronze de la vitesse par équipes (avec Oussama Cheblaoui et Nassim Saidi)
- Le Caire 2025
  -  Médaillé d'argent de la vitesse par équipes

### Championnats arabes
- Sharjah 2017
  -  Médaillé d'argent de l'omnium
  -  Médaillé de bronze de la vitesse par équipes[2]